# Tiểu hồi cần
Tiểu hồi cần hay anit, hồi cần, dương hồi, dương hồi hương, ,  (danh pháp hai phần: Pimpinella anisum) là một loài thực vật được dùng làm gia vị, thuộc họ Hoa tán (Apiaceae).

## Hình ảnh

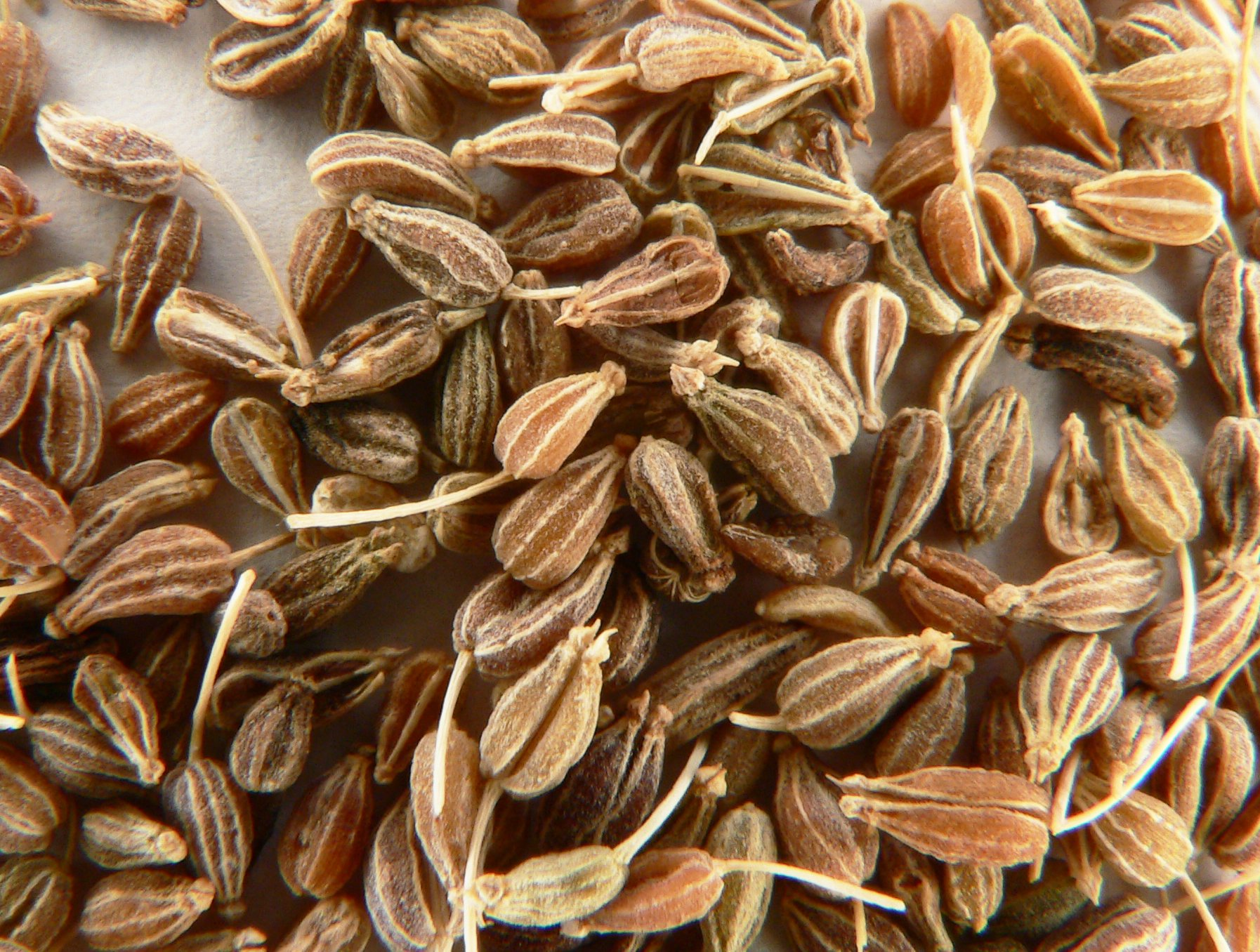
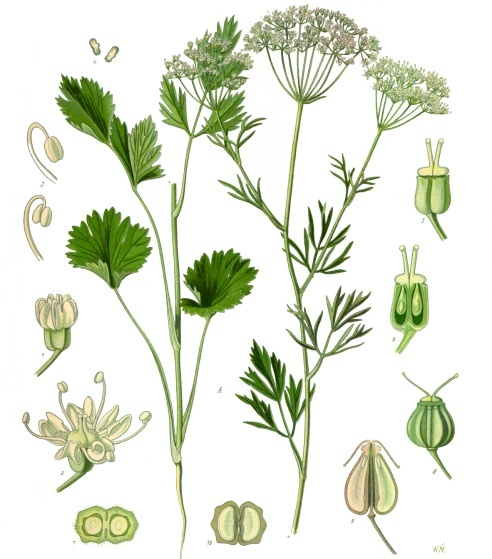
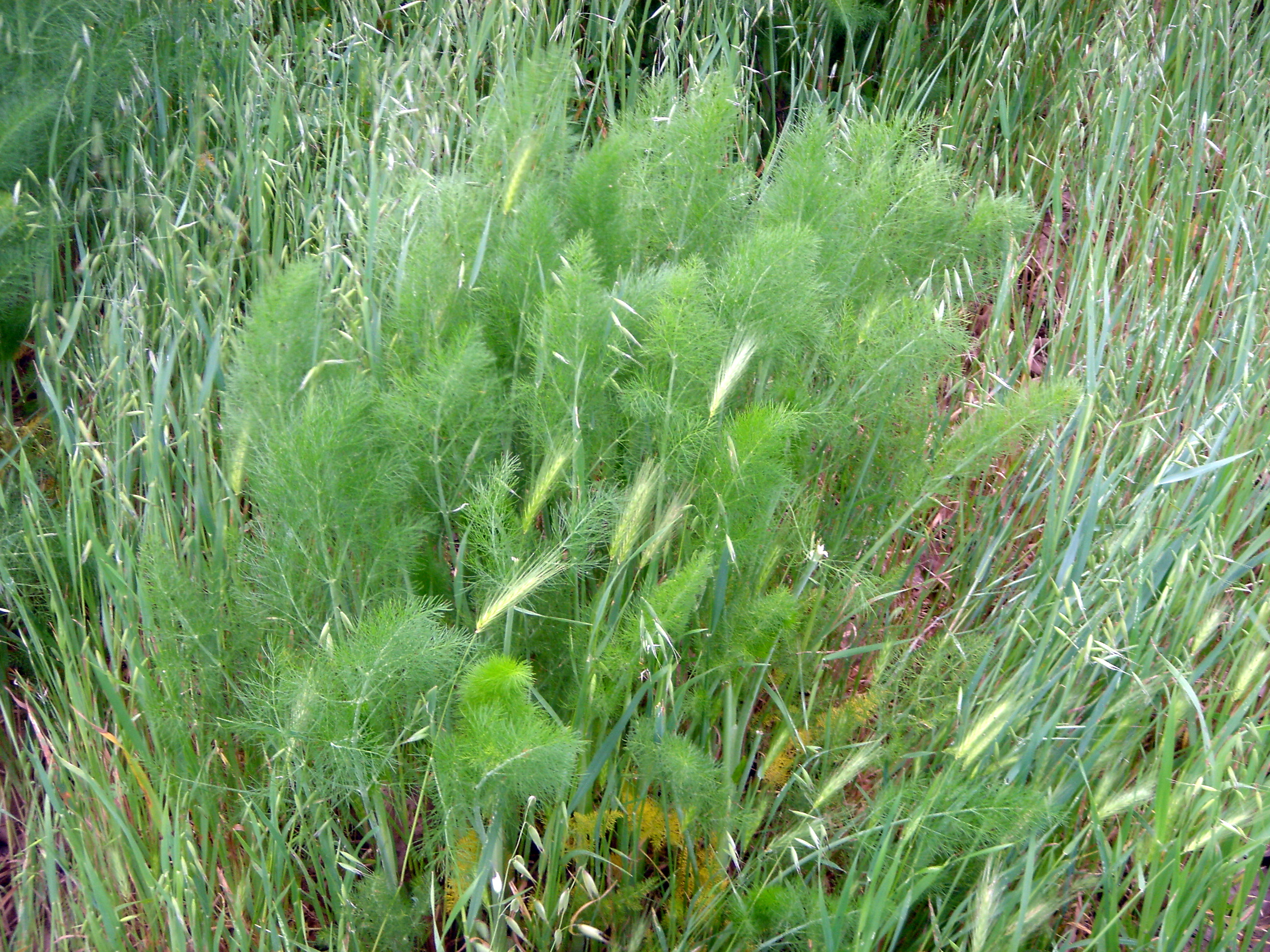
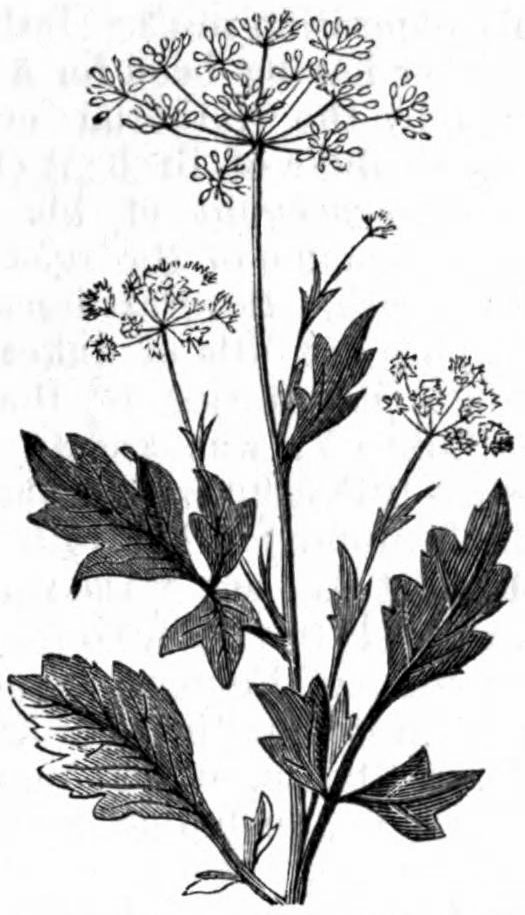

Cây gỗ nhỏ, thường xanh, cao 6-8(-15)m, đường kính thân 15-30cm. Thân mọc thẳng, tròn, vỏ ngoài màu nâu xám. Cành non hơi mập, nhẵn, màu lục nhạt, sau chuyển thành màu nâu xám. Lá mọc cách và thường tập trung ở đầu cành, trông tựa như mọc vòng; mỗi vòng thường có 3-5 lá. Phiến lá nguyên, dày, cứng, giòn; hình trứng thuôn hay trái xoan thuôn; kích thước 6-12x2,5-5cm; đầu lá nhọn hoặc tù, gốc lá hình nêm; mặt trên màu lục sẫm, nhẵn, mặt dưới xanh nhạt; gân dạng lông chim, gồm 9-12 đôi, không nổi rõ. Cuống lá dài 7-10cm.